# 脳神経外科救急基礎コース
脳神経外科救急基礎コース（のうしんけいげかきゅうきゅうきそコース、Primary Neurosurgical Life Support, PNLS）とは、病院等の脳神経外科のスタッフ（医師、看護師、脳神経外科救急患者を搬送する救急隊員、理学療法士・作業療法士など）を対象とした脳神経系疾患の可能性のある傷病者への標準的な初期診療システムの学習環境を構築するための研修ツールである。研修内容は初期診療の診療手技であり、特定の治療法や薬剤投与を推奨するものではない。

## コース開発
脳神経外科救急基礎コース（PNLS）は、脳神経外科救急における初期診療を習得するための臨床シミュレーション研修コースであり、開発・運用は日本脳神経外科救急学会のPNLS委員会が行っている。
開発はすでに2006年より先行開発されていて神経蘇生を扱うISLSコース委員会メンバーの協力のもとに脳神経外科領域の神経蘇生に特化したコースとしてデザインが行われた。同時期に日本脳神経外科救急学会よりコース開発の要請があり、脳神経外科固有の領域である頭部外傷や脳腫瘍、先天性疾患などをカバーするデザインとした。2009年1月に学会理事・評議員対象のPNLSワークショップとONLSオープンコースが開催された。コースのデザインとコンセプトは2011年11th Society for Simulation in Healthcare（国際シミュレーション医学会）(ニューオリンズ)にて採択され公表されている。現在、運営はPNLS委員会（会長：奥寺　敬、富山大学）が担当している。
臨床シミュレーション研修としてのPNLSの設計は半日コース（4時間）であり、脳神経外科救急の初期診療の各要素の共通化により迅速化を目指すもので、下記に示すように一般教育目標（GIO:General Instructive Object）と個別行動目標（SBOs:Specific Behavioral Objects）が設定されている。これらの目標の達成レベルを参加者のレベルに会わせて設定することで、コース運営がより円滑になる。本コースは脳神経外科領域の多職種参加型コースとしてデザインされている。このため、ISLSとの共通モジュールが多いことより、ISLS/PNLSとしての開催が可能である。後述する海外展開では、脳神経外科領域の学会においてこの形式が採用されている。本コースの守備範囲は、脳神経外科救急の基礎部分、つまり初期診療に係る部分であり、脳神経外科専門医としての研修、検査手技や手術手技、様々な領域の先端技術を駆使する集学的治療などは含まれない。

## テキスト
コース開発に伴い、日本脳神経外科救急学会PNLS委員会によりテキストの作成が進められ、2009年2月に脳神経外科救急初期対応PNLSガイドブックとして刊行した。その後の関連領域のガイドライン改訂に合わせて、2015蘇生ガイドライン対応として改訂2版脳神経外科救急初期対応PNLSガイドブック(ISBN 978-4-84045-430-8)として2016年4月に刊行した。本テキストは脳神経外科の医師・研修医・スタッフ研修を目的としており、脳卒中、頭部外傷、脳腫瘍など幅広い疾患を対象としたシナリオが網羅されている。

## 臨床シミュレーション研修 PNLS の基本設計
- GIO 脳神経外科救急の初期診療に必要なスキルを標準化し診療の円滑化をはかる。
- SBOs
  - BLS(Basic Life Support)とAEDの使用法を理解する
  - 気道確保とモニタリングに使う機器、除細動器の操作法を理解する
  - 脳神経外科救急において最も重要な概念である脳ヘルニアと神経所見を理解する
  - 脳神経外科救急の代表的な症例の病院前・病院内での流れを理解する

受講対象は、脳神経外科救急の現場で診療に関わる可能性のある救急隊員（救急救命士を含む）、医師、看護師などで、診療プロセスを円滑かつ可能な限り短時間で進めることを目標とする。また病院内での脳神経外科救急症例の病状の推移への初期対応、緊急時の対応も包括しており、前述の職種以外に、薬剤師、理学療法士、作業療法士、医療系の学生（医学生、看護学生、薬学生など）の受講も可能である。
本コースは、大病院の脳神経外科ユニットはもとより救急医療で一定の役割を果たしている「脳神経外科単科病院」の病院としてのスキルの維持・向上、新人研修などに最適の研修ツールである。
日本脳神経外科救急学会により指導者養成ワークショップが運営されているほか、各地でコースが展開しつつある。

## PNLS の海外展開
2010年11月にマレーシアで開催された第8回アジア脳神経外科コングレス　ACNS:Asian Congress of Neurological Surgeons の会期中（11月22日）に、学会の公式プログラムとして International PNLS コースが開催された。参加者は、５０名を超え、各国（マレーシア、バングラデシュ、モンゴル、チベット、トルコ、スーダンなど）脳神経外科医のみならず看護師も多数参加しこれらの国における脳神経外科研修ツールの需要が認識された。2011年8月8日にウランバートル（モンゴル）で世界脳神経外科学会連盟 WFNSの研修コース最終日にISLS/PNLSとして開催され30名を越える脳神経外科医、神経内科医、病院スタッフが受講した。2012年3月13日には、第5回南アジア脳神経外科コングレス 5th South Asian Neurosurgical Congress ：開催地カトマンズ（ネパール）のプログラムとして ISLS/PNLSが開催され、100名近い全参加者が受講・見学した。同年7月12日には、WFNSの教育コースとして、アジスアベバ（エチオピア）で開催、同年9月4日には第9回アジア脳神経外科コングレスイスタンブール（トルコ）にて開催した。
2013年、岐阜市で開催される第11回世界脳神経看護学会WFNN:The 11th Quadrennnial Congress of The World Federation of Neuroscience Nurses において海外からの参加者を対象として9月12日に PNLS の国際ワークショップが開催された。